# Morlac
Morlac – miejscowość i gmina we Francji, w Regionie Centralnym, w departamencie Cher.
Według danych na rok 1990 gminę zamieszkiwało 311 osób, a gęstość zaludnienia wynosiła 10 osób/km² (wśród 1842 gmin Regionu Centralnego Morlac plasuje się na 830. miejscu pod względem liczby ludności, natomiast pod względem powierzchni na miejscu 326.).